# Tanais
Tanais (starogrško Τάναϊς, latinizirano: Tánaïs; rusko Танаис) je bilo starogrško mesto v delti reke Don, ki so ga v klasični antiki imenovali Maeotska barja. Bila je škofija kot Tana in ostaja rimskokatoliška naslovna škofija kot Tanais.

## Lega
Delta sega v severovzhodni del Azovskega morja, ki so ga stari Grki imenovali jezero Maeotis. Najdišče starodavnega Tanaisa je približno 30 km zahodno od sodobnega Rostova na Donu. Osrednje mestno leži na planoti z različno višino do 20 m na jugu. Na vzhodu je omejeno z naravno dolino, na zahodu pa z umetnim jarkom.

## Zgodovina
Kraj Tanais je bil naseljen že dolgo, preden so Miletčani tam ustanovili emporium – trgovsko mesto. Nekropola z več kot 300 pokopanimi kurgani – grobnimi gomilami - v bližini starodavnega mesta kaže, da je bilo območje zasedeno že od bronaste dobe in da se kurganski pokopi nadaljujejo skozi grško in celo v rimsko obdobje.
Zdi se, da so grški trgovci srečevali nomade v okrožju že v 7. stoletju pred našim štetjem, ne da bi dobili uradno stalno bivališče. Grške kolonije so imele dve vrsti porekla, apoikiai državljane iz matične mestne države in emporia, ki so bile strogo trgovske postaje. Tanais, ki so ga pozno v 3. stoletju pred našim štetjem ustanovili trgovski pustolovci iz Mileta, se je hitro razvil v emporium na najbolj oddaljenem severovzhodnem delu širne helenske kulturne sfere. To je bila naravna postojanka, najprej za trgovino s stepami, ki so segale proti vzhodu v neokrnjenem travnatem morju do Altaja, skitske svete dežele, druge za trgovino s Črnim morjem, obkrožen z grškimi pristanišči in pristanišči za pretovarjanje in tretje za trgovino z neprehodnim severom, s krznom in sužnji, ki so jih vozili po Donu. Strabon omenja Tanais v svoji Geografiji (11.2.2).
Najdišče mesta, ki mu je vladal arhont, je bilo na vzhodnem robu ozemlja bosporskih kraljev. Velik premik v družbenem poudarku je predstavljen na arheološkem najdišču, ko so bila odstranjena vrata propileje, ki so pristaniški del povezovala s agoro, odprto središče javnega življenja pa je v rimskih časih za bosporske kralje zasedalo palačno stanovanje. Prvič je bil vazalni kralj v Tanaisu: Sauromates (175–211) in njegov sin Rescuporides (ok. 220), ki sta oba pustila javne napise.
Leta 330 so Tanais opustošili Goti, vendar je bilo to območje neprekinjeno zasedeno do druge polovice 5. stoletja našega štetja. Kanal se je vse bolj zamuljeval, verjetno kot posledica krčenja gozdov in središče aktivnega življenja se je premaknilo, morda v majhno mesto Azov, na pol poti do Rostova.
Mesto so Benečani obnovili okoli 13. stoletja. Kasneje ga je pridobila pomorska republika Genova, ki ga je upravljala 1332-1471 kot Tana nel Mare Maggiore in je bil pomemben kraj za trgovino z Zlato hordo, tako kot vse njihove črnomorske kolonije, ki jih je nadziral genovežanski konzul v Kaffi. Ponovno je propadlo po letu 1368. Leta 1392 so ga osvojili Timurlenk, osmanski Turki leta 1471, Rusi 1696, spet Turki leta 1711 in Rusko cesarstvo leta 1771.

## Zgodovina škofije
Okoli leta 1300 je bila pod beneško vladavino ustanovljena škofija Tana kot ozemlje, ki prej pod Genovo ni imelo bogoslužja. Večina škofov je bila članov dveh glavnih in misijonskih redov. Bila je neposredno podvržena Svetemu sedežu, in ni bila del nobene cerkvene pokrajine. 
Leta 1471 je bila škofija pod muslimanskim nadzorom zatrta.

### Naslovna škofija
Leta 1925 je bila škofija nominalno obnovljena kot latinska naslovna škofija Tana, ki se je od leta 1929 imenovala Tanais (izključno od leta 1942).

## Arheologija
Leta 1823 je I. A. Stempkovski prvič vzpostavil povezavo med vidnimi arheološkimi ostanki, ki so bili po večini rimski in Tanaisom, ki so ga omenjali v starogrških virih.
Sistematična sodobna izkopavanja so se začela leta 1955. Pred nedavnim je na mestu Tanais izkopavala skupna rusko-nemška ekipa, da bi razkrila osrčje mesta, agoro in opredelila obseg helenističnega vpliva na urbanizem bosporsko grškega mesta, pa tudi preučevanje obrambnih odzivov na okoliške nomadske kulture.
Avtor Thor Heyerdahl je v knjigi Jakten på Odin izpovedal zelo kontroverzno idejo, ki je postavljala povezave med Tanaisom in starodavno Skandinavijo. V pripravi knjige je opravil nekaj arheoloških raziskav na najdišču Tanais. Heyerdalova ideja je temeljila na starih norveških sagah Snorri Sturlasona (1178 - 1241).
Tanais tablice so najpomembnejša zgodovinska odkritja v regiji Tanais. Sta dve tablici iz konca 2. do 3. stoletja našega štetja in napisani v grščini. Takrat je bil Tanais sestavljen iz mešanega grškega, kimerijskega, gotskega in sarmatskega prebivalstva. Tablice so javni napisi, ki spominjajo na obnovitvena dela v mestu. Ena od tablic, tablica A, je poškodovana in ni v celoti rekonstruirana. Druga, tablica B, je v celoti ohranjena in je datirana v leto 220 n. št. Tablice je leta 1853 odkril ruski arheolog Pavel Mihajlovič Leontjev in jih danes hranijo v lapidariju muzeja Ermitaž v Sankt Peterburgu. 

### Genetika
Iz okostja so dobili 9 Y-kromosomske markerje. Rezultat je bil 389I = 13, 389II = 30, 458 = 15, 385 = 11, 393 = 13, 391 = 11, 635 = 23, 437 = 14, 448 = 19. Ta rezultat je značilen za haplogroup R1a. [5